# Christiane Dieckerhoff

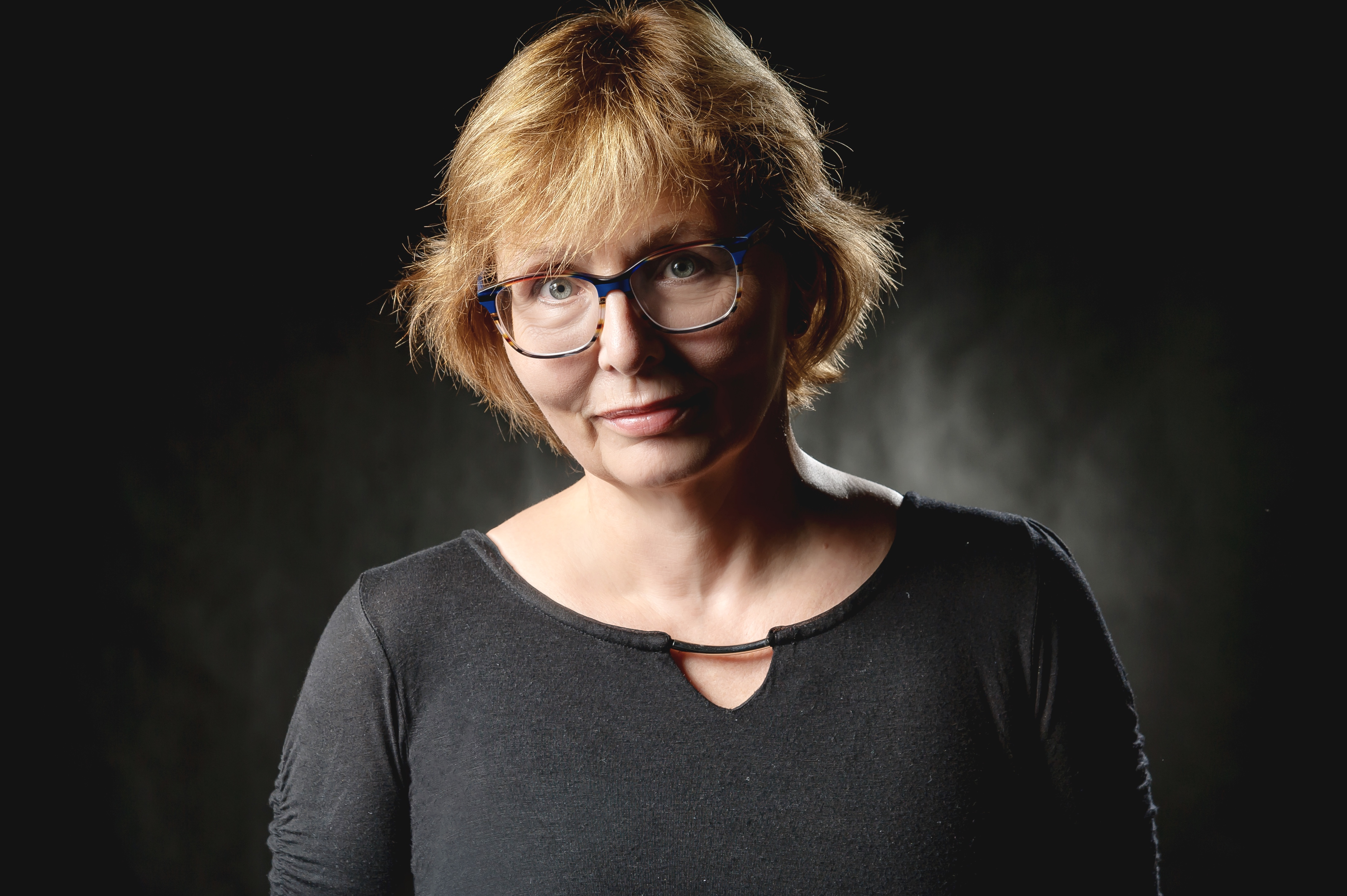
Christiane Dieckerhoff (2017)

Christiane Dieckerhoff, Pseudonym Anne Breckenridge, (* 1960 in Datteln) ist eine deutsche Autorin.

## Leben
Christiane Dieckerhoff absolvierte eine Ausbildung zur Kinderkrankenschwester und war in diesem Beruf bis 2015 tätig. Seither arbeitet sie als freiberufliche Autorin. Sie ist Mutter zweier Kinder und lebt mit ihrer Familie am Rande des Ruhrgebiets.
Unter ihrem Namen schreibt sie Kriminalromane, zuletzt eine Reihe um die Ermittlerin Klaudia Wagner, die es aus dem Ruhrgebiet in den Spreewald verschlagen hat und Krimi-Kurzgeschichten. Unter ihrem Pseudonym Anne Breckenridge schreibt sie historische Romane. Außerdem schreibt sie als Nelly Fehrenbach.
Christiane Dieckerhoff ist Mitglied im Syndikat und bei den Mörderischen Schwestern e.V., deren Vorstand sie von 2011 bis 2014 angehörte.

## Werk

### Romane
- 2008: Schillers Schatten (gemeinsam mit Heinz-Werner Jezewski), Mitteldeutscher Verlag, ISBN 978-3898125482
- 2010: Blütenträume, Leporello Verlag, ISBN 978-3936783414
- 2012: Das Vermächtnis der Piratin (als Anne Breckenridge), Instant Books
- 2016: Spreewaldgrab, Ullstein Taschenbuch, ISBN 978-3548287607
- 2016: Engel der Themse (als Anne Breckenridge), DRYAS Verlag, ISBN 978-3940855664
- 2017: Spreewaldtod, Ullstein Taschenbuch, ISBN 978-3548287614
- 2017: Und dann ist alles anders, Tinte & Feder, ISBN 978-1542045940
- 2018: Spreewaldrache, Ullstein Taschenbuch, ISBN 978-3548289519
- 2018: Was für immer zählt, Tinte & Feder, ISBN 978-2919802890
- 2019: Spreewaldwölfe, Ullstein Taschenbuch, ISBN 9783548291451
- 2019: Schicksalssommer, Tinte & Feder, ISBN 978-2919809097
- 2020: Vermisst – Ein Spreewaldkrimi, Aufbau Taschenbuch, ISBN 978-3746636511
- 2021: Verfehlt – Ein Spreewaldkrimi, Aufbau Taschenbuch, ISBN 978-3746637679
- 2022: Das Leben so anders – Nelly Fehrenbach, Piper, ISBN 978-3492505772
- 2022: Verlassen – Ein Spreewaldkrimi, Aufbau Taschenbuch, ISBN 978-3746638959
- 2022: Meine Fremde Mutter, Piper, ISBN 978-3492506243

### Kurzgeschichten
- 2011 Das Fest der Liebe In: Eiskalt unterm Tannenbaum, Leporello Verlag, ISBN 978-3936783476
- 2011 Bis dass der Tod euch scheidet In: Schicht im Schacht: Maloche, Macker und Moneten, KBV Verlag, ISBN 978-3942446044
- 2012 The Krupp In: Mondäne Morde zwischen Monza und Monaco, seloco Verlag, ISBN 978-3943213041
- 2012 Damals In: Mütter und andere Katastrophen, Leporello Verlag, ISBN 9783936783506
- 2012 Dem Frisör ist nichts zu schwör In: Waschen, föhnen, umlegen, Leporello Verlag, ISBN 978-3936783490
- 2013 Ein Sommernachtstraum In: Mord zwischen Kraut und Rüben, Leporello Verlag, ISBN 978-3936783551
- 2014 Ethikmüll In: Tod und Tofu, KBV Verlag, ISBN 978-3954411849
- 2015 Die Dämonen des Landchirurgus In: Möwenschrei und Meuchelmorde, Wellhöfer Verlag, ISBN 978-3954281640
- 2015 Hechte der Nacht In: Flossen hoch 3.0 – Jetzt erst recht, Leda-Verlag, ISBN 978-3864120862
- 2016 Frau Loths Traum In: SOKO Marburg Biedenkopf, KBV Verlag, ISBN 978-3954412938
- 2017 Leidfaden In: SOKO Graz-Steiermark, Gmeiner Verlag, ISBN 978-3839220788
- 2017 Ein Licht verbrennt In: Killer, Kerzen, Currywurst, Prolibris Verlag, ISBN 978-3954751563
- 2018 Das Geheimnis der venezianischen Truhe in Die Stadt, das Salz und der Tod, grafit, ISBN 978-3894255817
- 2021 Elisabeth in: Mordfall Iserlohn, EMONS, ISBN 978-3740811266
- 2022 Bescherkind in Wichtel, Wunder, Weihnachtsmord, Droemer Knaur, ISBN 978-3426529331

## Nominierungen
- 2016 Hechte der Nacht nominiert für den Friedrich-Glauser-Preis 2015, Kategorie Kurzkrimi[4]
- 2017 Engel der Themse (als Anne Breckenridge) auf der Shortlist für den Goldenen Homer in der Kategorie Bester historischer Krimi/Thriller[5]
- 2023 Bescherkind nominiert für den Friedrich-Glauser-Preis 2023, Kategorie Kurzkrimi[6]

## Auszeichnungen
- 2023 Glauser 2023. Kategorie Kurzkrimi mit der Kurzgeschichte "Bescherkind" aus der Anthologie "Wichtel, Wunder, Weihnachtsmord" Droemer Knaur[6]